# 溥修
二等鎮國將軍溥修（1896年11月27日—1956年），已革郡王銜貝勒載濂第二子，母妻費莫氏，其父為文碩，惇親王載津支系第二代。
他在光緒二十二年十月（1896年）出生，同年十二月（1897年1月）過繼為不入八分輔國公銜二等鎮國將軍載津之養子，並受封二等鎮國將軍。
民國四年正月（1915年）宗人府批准他回歸載濂分支，由堂弟溥佺襲封惇親王載津支系第三代。後來他在與費莫氏成親時被賞賜頭品頂戴。